# Ansu Fati
Anssumane Fati Vieira (Bissau, 31 de outubro de 2002), conhecido apenas como Ansu Fati, é um futebolista guineense naturalizado espanhol que atua como atacante. Joga pelo Monaco, emprestado pelo Barcelona.

## Carreira

### Início
Nascido em Bissau, Fati mudou-se para a Espanha (Herrera, Sevilha, Andaluzia) com sua família aos seis anos de idade, quando seu irmão mais velho, Braima, assinou pelo Sevilla. Os irmãos de Fati, Braima e Miguel, também são jogadores de futebol; ambos também estão ligados ao Barcelona. Seu pai Bori também jogou profissionalmente em seu país de origem. Depois de representar o time local CDF Herrera e as equipes juvenis de Sevilha, ele ingressou na academia La Masia, do Barcelona, em 2012, com dez anos, e um ano depois que seu irmão fez a mesma jogada.

### Barcelona
No dia 24 de julho de 2019, Fati assinou seu primeiro contrato profissional com os catalães, concordando com um acordo até 2022. No dia 25 de agosto, antes mesmo de aparecer no Barcelona B, ele estreou pela primeira vez - e na Liga - como substituto do atacante Carles Pérez na vitória por 5 a 2 sobre o Real Betis em casa; com 16 anos e 298 dias, ele se tornou o segundo jogador mais jovem a estrear no clube, apenas 18 dias mais velho que Vicent Martínez em 1941.
No dia 31 de agosto de 2019, aos 16 anos e 304 dias, ele marcou seu primeiro gol profissional, na partida entre Barcelona e Osasuna no Estádio El Sadar (Pamplona), tornando-se o artilheiro mais jovem do Barcelona e o terceiro mais jovem artilheiro da história do Campeonato Espanhol. Já no dia 14 de setembro, Fati foi titular pela primeira vez no time principal do Barcelona, em uma partida válida pelo Campeonato Espanhol contra o Valencia. Ele abriu o placar e deu passe para Frenkie de Jong fazer o segundo, se tornando o jogador mais jovem marcar um gol e dar uma assistência numa mesma partida pela La Liga. Na ocasião, o Barça venceu por 5 a 2.
Entrou para história no dia 10 de dezembro de 2019, ao ser o jogador mais novo a marcar em uma partida da Liga dos Campeões. Com apenas 17 anos e 40 dias, fez o gol da vitória catalã sobre a Internazionale por 2 a 1.
O início espetacular de Fati fez com que ele se tornasse uma das mais badaladas promessas do futebol mundial. Seus sete gols em 21 partidas na La Liga de 2019–20 causaram um efeito positivo em sua imagem para o restante do mundo futebolístico, somado aos seus diversos recordes de idade quebrados entre os biênios.

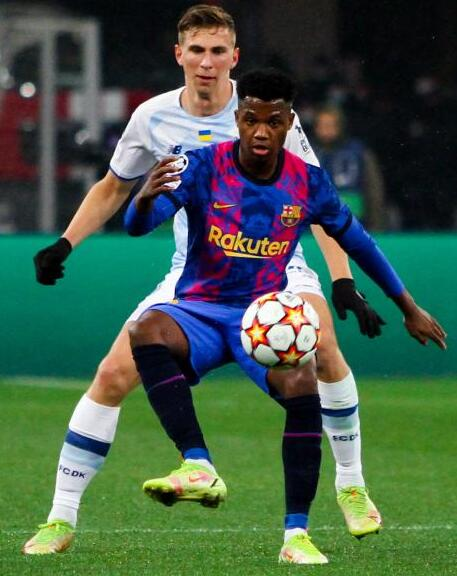
Fati pela Liga dos Campeões em 2021.

Em 1 de setembro de 2021, foi anunciado que Fati seria o novo camisa 10 do Barcelona após a saída de Lionel Messi para o Paris Saint-Germain. O elenco possuía outros jogadores que podiam assumir o posto, como Philippe Coutinho, a compra mais cara da história do clube em 2018, mas os Culés optaram por colocar a jovem promessa com a camisa mais importante da equipe.
| “                                             | Usar o '10' não é uma pressão, e sim motivação. Ninguém vai igualar o que Leo fez. Tenho que seguir meu próprio caminho. Não vejo o número, só o que posso contribuir. Agradeço muito ao clube por ter confiado em mim, juntamente com os capitães. Poderia ter sido usado por outro jogador, mas estou grato. Eu estava pronto, pois no Barça você deve estar preparado para tudo | ” |
| — Fati após assumir a camisa 10 do Barcelona. | |   |

Em 2020, o jogador foi acometido por uma lesão que seria uma das mais sérias de sua carreira. Em novembro, o atleta estava em uma partida contra o Real Betis Balompié e sofreu uma ruptura do menisco do joelho esquerdo e não voltou mais naquela época de La Liga.
Ao retornar, na La Liga de 2021–22, ele fizera mais alguns bons jogos onde marcou contra o Levante, Valencia e Celta de Vigo. Contudo, novamente teve a temporada interrompida por um problema na coxa e só retornou aos gramados em 2022 para fazer os últimos jogos da Liga. No retorno, marcou diante o Real Betis em uma vitória por 2 a 1.
Na La Liga de 2022–23, Ansu não foi mais acometido por lesões graves, mas o time já tinha novos jogadores para ocupar a ponta esquerda. Ferran Torres e Gavi revessavam a posição na equipe comandada por Xavi e Fati passou a ter menos oportunidades no elenco titular. Somado a isso, fazia jogos pouco inspirados e não conseguia ser o mesmo destaque que o fizera ser a principal figura de sua geração.
No time, conseguiu vencer a La Liga de 2022–23, a Supercopa da Espanha de 2022–23, marcando um gol na semifinal, e a Copa del Rey de 2020–21. Mas a falta de boas performances na época que vencera a Liga Espanhola fez com que o jogador buscasse espaço em outra equipe, mas sem perder o vínculo total com o Barcelona.

### Brighton (empréstimo)
Sua chegada ao Brighton & Hove Albion Football Club foi cercada de expectativa. O jogador já havia sido desejado pelo Tottenham Hotspur pouco antes do seu acerto com o Brighton e ele chegaria no time para recuperar o seu futebol de outrora.
Apesar da expectativa, Fati não convenceu no elenco inglês. Ele tivera novamente de conviver com uma lesão na panturrilha que o tirou de diversas partidas na metade da época e foi duramente criticado pelo treinador pouco após retornar de tal injúria física:
| “                                                        | Ele tem que dar algo mais, porque o que ele está fazendo não é suficiente. As expectativas com ele são sempre muito altas. A primeira parte da sua carreira foi difícil de aceitar e compreender, mas para grandes jogadores o mais importante é adaptar-se às expectativas que se têm. | ” |
| — Roberto De Zerbi sobre o desempenho de Fati no elenco. | |   |

O time não conseguiu ir longe nas competições da época e Fati deixou o Reino Unido para retornar à Catalunha depois de 27 jogos e quatro gols marcados.

### Barcelona (retorno)
Ao retornar ao clube formador, Fati viu uma competição ainda maior. Lamine Yamal firmava-se cada vez mais como a principal promessa do elenco Culé e Hansi Flick, o novo comandante, também apostava em Dani Olmo e Raphinha para ocupar as faixas de ataque e meio de campo do clube. Desse modo, as oportunidades de Ansu no time ficaram mais escassas e ele pouco pôde participar do time nos primeiros meses da temporada 2024–25. Somado a isso, em 13 de novembro de 2024, ele sofreu uma lesão na coxa direita em um treino e perdeu ainda mais jogos do time durante o tempo de tratamento.

### Monaco (empréstimo)
Em 1 de julho de 2025, o Monaco anunciou a contratação de Ansu Fati. O atacante assinou com o clube Monegasco um contrato de empréstimo válido até o final da temporada 2025-26, com opção de compra.

## Seleção Espanhola
Inicialmente, Fati estava disponível apenas para a Seleção Guineense, mas não os representou em nenhuma categoria. Após sua estreia no Campeonato Espanhol, a Federação Espanhola de Futebol demonstrou interesse nele. O jornal Diario As reportou que o governo tinha o objetivo de lhe conceder a cidadania espanhola, com a intenção de incluí-lo no elenco da Copa do Mundo Sub-17 da FIFA de 2019. Ele também tinha o direito a um passaporte português, considerando que seus avós nasceram na Guiné Portuguesa.
Fati se naturalizou espanhol em 20 de setembro de 2019, foi convocado para a Seleção Sub-21 em 11 de outubro de 2019 e fez sua estreia contra Montenegro, em 15 de outubro.
Fati foi convocado para a Seleção Espanhola principal pela primeira vez em 20 de agosto de 2020, para os dois primeiros jogos da Liga das Nações da UEFA de 2020–21. Sua estreia foi em 3 de setembro, saindo do banco, em um empate de 1–1 contra a Alemanha. No jogo seguinte, em 6 de setembro de 2020, ele marcou seu primeiro gol, na vitória por 4–0 contra a Ucrânia; com o gol, ele se tornou o jogador mais jovem a marcar com a camisa da La Furia, com 17 anos e 311 dias, batendo o recorde de 95 anos, de Juan Errazquin Tomás, que tinha 18 anos e 344 dias. Ele também se tornou o jogador mais jovem a jogar uma partida pela Liga das Nações, batendo o recorde de 2018, do jogador galês, Ethan Ampadu, que tinha 17 anos e 357 dias.
Fati foi convocado para a disputa da Copa do Mundo 2022. No entanto, sua atitude não agradou ao treinador Luis Enrique, que segundo o Marca, teria se arrependido de sua convocação. 

## Estatísticas
Atualizado até 4 de junho de 2023.

### Clubes
| Equipe            | Temporada         | Campeonato nacional | Campeonato nacional | Copa nacional | Copa nacional | Competições continentais | Competições continentais | Outros torneios | Outros torneios | Total | Total |
| Equipe            | Temporada         | Jogos               | Gols                | Jogos         | Gols          | Jogos                    | Gols                     | Jogos           | Gols            | Jogos | Gols  |
| ----------------- | ----------------- | ------------------- | ------------------- | ------------- | ------------- | ------------------------ | ------------------------ | --------------- | --------------- | ----- | ----- |
| Barcelona         | 2019–20           | 24                  | 7                   | 3             | 0             | 5                        | 1                        | 1               | 0               | 33    | 8     |
| Barcelona         | 2020–21           | 7                   | 4                   | —             | —             | 3                        | 1                        | —               | —               | 10    | 5     |
| Barcelona         | 2021–22           | 10                  | 4                   | 1             | 0             | 3                        | 1                        | 1               | 1               | 15    | 6     |
| Barcelona         | 2022–23           | 36                  | 7                   | 5             | 2             | 8                        | 0                        | 2               | 0               | 51    | 10    |
| Total na carreira | Total na carreira | 77                  | 22                  | 9             | 2             | 19                       | 3                        | 4               | 2               | 109   | 29    |

### Seleção Espanhola
Expanda a caixa de informações para conferir todos os jogos deste jogador, pela sua seleção nacional.
Sub-21
|    | Data                   | Local                           | Resultado | Adversário         | Gol(s) | Competição                |
| -- | ---------------------- | ------------------------------- | --------- | ------------------ | ------ | ------------------------- |
| 1. | 15 de outubro de 2019  | Estádio Pod Goricom, Podgoritza | 2–0       | Montenegro         | 0      | Elim. Europeu Sub-21 2021 |
| 2. | 14 de novembro de 2019 | Santo Domingo, Alcorcón         | 3–0       | Macedônia do Norte | 0      | Elim. Europeu Sub-21 2021 |

Principal
|    | Data                   | Local                            | Resultado   | Adversário | Gol(s) | Competição                           |
| -- | ---------------------- | -------------------------------- | ----------- | ---------- | ------ | ------------------------------------ |
| 1. | 3 de setembro de 2020  | Mercedes-Benz Arena, Estugarda   | 1–1         | Alemanha   | 0      | Liga das Nações da UEFA A de 2020–21 |
| 2. | 6 de setembro de 2020  | Alfredo Di Stéfano, Madrid       | 4–0         | Ucrânia    | 1      | Liga das Nações da UEFA A de 2020–21 |
| 3. | 10 de outubro de 2020  | Alfredo Di Stéfano, Madrid       | 1–0         | Suíça      | 0      | Liga das Nações da UEFA A de 2020–21 |
| 4. | 13 de outubro de 2020  | Olímpico, Kiev                   | 0–1         | Ucrânia    | 0      | Liga das Nações da UEFA A de 2020–21 |
| 5. | 17 de novembro de 2022 | Internacional, Amã               | 3–1         | Jordânia   | 1      | Amistoso                             |
| 6. | 1 de dezembro de 2022  | Internacional Khalifa, Al Rayyan | 1–2         | Japão      | 0      | Copa do Mundo FIFA de 2022           |
| 7. | 6 de dezembro de 2022  | Cidade da Educação, Al Rayyan    | 0–0         | Marrocos   | 0      | Copa do Mundo FIFA de 2022           |
| 8. | 15 de junho de 2023    | De Grolsch Veste, Enschede       | 2–1         | Itália     | 0      | Liga das Nações 2022–23              |
| 9. | 18 de junho de 2023    | Estádio De Kuip, Roterdão        | (4) 0–0 (5) | Croácia    | 0      | Liga das Nações 2022–23              |

## Títulos

### Clubes
Barcelona[carece de fontes?]
- La Liga: 2022–23, 2024–25[51]
- Copa del Rey: 2020–21, 2024–25[52]
- Supercopa da Espanha: 2022–23

### Seleção
Espanha[carece de fontes?]
- Liga das Nações da UEFA: 2022–23

### Prêmios individuais
- 60 jovens promessas do futebol mundial de 2019 (The Guardian)[53]
- 2.° Lugar no Prêmio Golden Boy de 2020[54]
- 2.º Lugar no Prêmio Goal NXGN de 2020[55]
- 1.° Lugar no Prêmio Goal NXGN de 2021 - melhor jovem do futebol mundial[56]
- Equipe Mundial do Ano Sub-20 da IFFHS: 2022 [57]